# Nicolas Nkoulou
Nicolas Alexis Julio Nkoulou Ndoubena (* 27. března 1990, Yaoundé, Kamerun) je kamerunský fotbalový obránce a reprezentant, od roku 2016 hráč klubu Olympique Lyon. Hraje primárně na postu stopera (středního obránce).

## Klubová kariéra
- Kadji Sports Academy (mládež)
- AS Monaco (mládež)
- AS Monaco 2008–2011
- Olympique de Marseille 2011–2016
- Olympique Lyon 2016–

## Reprezentační kariéra
V reprezentačním A-týmu Kamerunu debutoval v roce 2008.
Zúčastnil se MS 2010 v Jihoafrické republice a MS 2014 v Brazílii. Představil se také na několika afrických šampionátech. S kamerunským národním týmem slavil na africkém šampionátu 2017 v Gabonu titul.

## Úspěchy

### Individuální
- Tým roku Ligue 1 podle UNFP – 2011/12,[4] 2012/13[5]